# Sodalitium Pianum
Sodalitium Pianum o La Sapinière fue una organización secreta fundada en 1906 y formada por un grupo de clérigos católicos que se dedicaban a buscar información de otros eclesiásticos –incluidos cardenales– o de miembros de congregaciones religiosas que fueran sospechosos de modernismo teológico. Las informaciones recogidas por este grupo eran comunicadas diariamente al papa Pío X, o bien a los cardenales encargados del Santo Oficio o de la Congregación del Índice, de manera que estos tomaran las medidas oportunas contra estas personas. 
El grupo fue fundado por un sacerdote, profesor de historia en el Ateneo de San Apolinar, Umberto Benigni (quien también había fundado un periódico, el Corrispondenza Romana, luego La Correspondance de Roma). De acuerdo con las investigaciones del historiador Émile Poulat, y según el testimonio del cardenal Pietro Gasparri, el papa Pío X conoció, aprobó e impulsó su actividad, y hasta la apoyó económicamente; estos datos han sido considerados como hechos ciertos por el historiador de la Iglesia Roger Aubert. Según algunos estudiosos, uno de sus miembros fue el cardenal Eugenio Pacelli, luego Pío XII, aunque los historiadores no han llegado a demostrarlo con certeza.
Benigni era enemigo de la Compañía de Jesús y puso al Sodalitium y a su periódico en contra de La Civiltà Cattolica. La organización fue disuelta por Benedicto XV en 1921.